# David Craig
David Craig (Belfast, 8 giugno 1944) è un allenatore di calcio ed ex calciatore nordirlandese, di ruolo difensore.

## Carriera
Cominciò a giocare da professionista nel 1962 per il Newcastle Utd, società nella quale ha giocato per 15 stagioni vincendo un campionato di seconda divisione nel 1965, una Coppa delle Fiere nel 1969, una Coppa Anglo-Italiana nel 1973 - dove Craig risulta decisivo nella finale contro la Fiorentina realizzando una rete nel 2-1 conclusivo -, raggiungendo la finale di FA Cup 1974 (persa 3-0 contro il Liverpool) e arrivando alla finale della Coppa di Lega del 1976, persa contro il Manchester City 2-1. Conquista anche due Texaco Cup contro Burnley (2-1 nel 1974) e Southampton (3-1 nel 1975). Totalizzò 412 presenze tra campionato e coppe (7º di sempre) delle quali 351 in campionato (8º).
Tra il 1967 e il 1974 giocò per la Nazionale di calcio dell'Irlanda del Nord: esordì il 12 aprile 1967 contro il Galles (0-0).
Dopo una stagione al Blyth Spartans (1978-1979), fu giocatore/allenatore nel Carlisle nel luglio 1983 e all'Hibernian nell'ottobre 1984. Dopo essersi ritirato, aprì un'edicola a Dunston, fondando poi un'industria di latte a Newcastle.

## Palmarès

### Club

#### Competizioni nazionali
- Campionato inglese di seconda divisione: 1

Newcastle: 1964-1965

#### Competizioni internazionali
- Coppa delle Fiere: 1

Newcastle: 1968-1969
- Coppa Anglo-Italiana: 1

Newcastle: 1973
- Texaco Cup: 2

Newcastle: 1973-1974, 1974-1975